# William Joensen
William Michael Joensen (ur. 8 lipca 1960 w Waterloo) – amerykański duchowny katolicki, biskup Des Moines od 2019.

## Życiorys
Święcenia kapłańskie otrzymał 24 czerwca 1989 i został inkardynowany do archidiecezji Dubuque. Po święceniach pracował jako wikariusz, a w latach 1995–2001 studiował filozofię na Katolickim Uniwersytecie Ameryki. W 2001 mianowany ojcem duchownym archidiecezjalnego seminarium.
18 lipca 2019 papież Franciszek mianował go ordynariuszem diecezji Des Moines. Sakry udzielił mu 27 września 2019 metropolita Dubuque - arcybiskup Michael Jackels.